# 宮原恵津子
宮原 恵津子（みやはら えつこ、1958年2月7日 - ）は、鹿児島県を拠点に活動している日本のフリーアナウンサー。南日本放送の元アナウンサーでMBCタレントの一員でもある。個人事務所の「e-VOICE」所属。本名及びMBCタレントとしての旧芸名は「宮原 悦子」（読み同じ）。

## 人物像
- 鹿児島県出身の両親の許に生まれる。父親が転勤族であり、最後の任地であった熊本に家を建てた[1]為、宮原本人は熊本市出身である。
- 1980年4月1日より1985年9月27日[2]まで（5年半）南日本放送（MBC）でアナウンサーとして活動していた。2008年に現在の芸名に改名。
- 一時期古巣のMBCに加え、地元のRKKラジオでも番組を持ったことがある。また、FM鹿児島でも活動したことがあり、そのときの芸名は「宮原 えつこ」（読み同じ）だった。
- ニックネームは「えっちゃん」で、イメージアイテムは「タンポポ」。これは、『たんぽぽ倶楽部』の放送開始前から確立されている。
- ブログには本人の投稿と、長女の「長女だより」と称した投稿がある。
- 子供のことを「お子（おこ）」と読みあげている。
- 『どーんと鹿児島』において、局アナ時代に廃線直前の鹿児島交通枕崎線加世田駅に来たことがあり、駅長に廃線の事を取材していた。これは、2010年放送の『かごしま鉄道物語』にも使われており、どんかごの内容としては珍しく、DVD化もされている。

## 活動番組

### 現在
- えっちゃんのたんぽぽ倶楽部（南日本放送）

### 過去
MBCアナウンサー時代
- どーんと鹿児島（テレビ、1984年10月9日-1987年9月）
- 城山スズメ（ラジオ、フリー転向後も活躍し、たんぽぽ倶楽部の放送開始寸前までであった）

フリー転向後
- 南日本放送
  - ぴかぴか情報市場（テレビ）
  - フルーツタイム（テレビ）
  - 居酒屋悦丸（ラジオ）
- FM鹿児島
  - ランチオンタイム（初代司会）
- 熊本放送
  - えっちゃんのサンデー・マルシェ（ラジオ）[3]